# Мамонтов Євген Васильович
Євген Васильович Мамонтов (6 вересня 1912, село Штепівка Лебединського повіту Харківської губернії, тепер Сумського району Сумської області — 13 червня 2007, місто Челябінськ, Російська Федерація) — радянський партійний та державний діяч, голова Челябінського сільського облвиконкому. Депутат Верховної ради Російської РФСР 5—7-го скликань.

## Біографія
Народився в родині Мамонтов Василь Іванович, міщанина міста Сум, який працював управителем у поміщика Олексія Львовича Величка. Мати, Євлампія Дмитрівна, була домогосподаркою.
У 1930 році закінчив технікум.
У 1930—1932 роках — інструктор Сумського машинобудівного заводу імені Фрунзе.
У 1932—1945 роках — конструктор, старший майстер, начальник відділення, заступник начальника, начальник цеху Челябінського тракторного заводу.
Член ВКП(б) з 1941 року.
З листопада 1945 року — партійний організатор ЦК ВКП(б) Челябінського тракторного заводу.
У 1945 — грудні 1948 року — 1-й секретар Тракторозаводського районного комітету ВКП(б) міста Челябінська.
У грудні 1948 — червні 1949 року — 2-й секретар Челябінського міського комітету ВКП(б).
У липні 1949 — березні 1957 року — директор заводу № 100 міста Челябінська; начальник відділу технічного контролю, головний інженер Челябінського тракторного заводу.
У 1951 році закінчив заочно Челябінський інститут механізації та електрифікації сільського господарства.
У березні 1957 — грудні 1962 року — 1-й заступник голови виконавчого комітету Челябінської обласної ради депутатів трудящих. Одночасно з березня по грудень 1962 року — начальник Челябінського обласного управління виробництва та заготівель сільськогосподарських продуктів.
У грудні 1962 — грудні 1964 року — голова виконавчого комітету Челябінської сільської обласної ради депутатів трудящих.
У грудні 1964 — травні 1970 року — 2-й секретар Челябінського обласного комітету КПРС.
У травні 1970—1980 роках — начальник Управління матеріально-технічного постачання Південно-Уральського району Державного комітету Ради міністрів СРСР із матеріально-технічного постачання. Із 1980 року — начальник Головного територіального управління Державного комітету СРСР із матеріально-технічного постачання.
Потім — на пенсії. Помер 13 червня 2007 року, похований на цвинтарі «Митрофанівське» міста Челябінська, квартал № 7.

## Нагороди
- орден Вітчизняної війни ІІ ст.
- два ордени Трудового Червоного Прапора
- орден Червоної Зірки
- орден «Знак Пошани»
- медалі